# Monoculus polyhemus
Monoculus polyhemus är en kräftdjursart som beskrevs av Louis Jurine 1820.
Monoculus polyhemus ingår i släktet Polyhemus och familjen Polyphemidae. Arten är reproducerande i Sverige.